# Paz Agora
Paz agora (em hebraico: שלום עכשיו , translit. Shalom Arshav; também referido pela imprensa, em inglês, como Peace Now) é uma organização não governamental de esquerda sediada em Israel, cujo  propósito declarado é alcançar a paz interna e externa para Israel.
Para alcançar essa finalidade, a organização procura influenciar e convencer a opinião pública e o governo israelense sobre a necessidade da paz como requisito para a própria existência do Estado de Israel, e sobre a possibilidade de uma paz justa e de uma conciliação histórica com o povo palestino e com os países árabes vizinhos, com base na fórmula "terra por paz" e na criação de um Estado Palestino.
O movimento tem denunciado os assentamentos judeus no territórios palestinos ocupados por Israel e a expropriação de terras dos árabes israelenses.
Um dos fundadores da organização é o escritor Amos Oz.